# Tensegridade

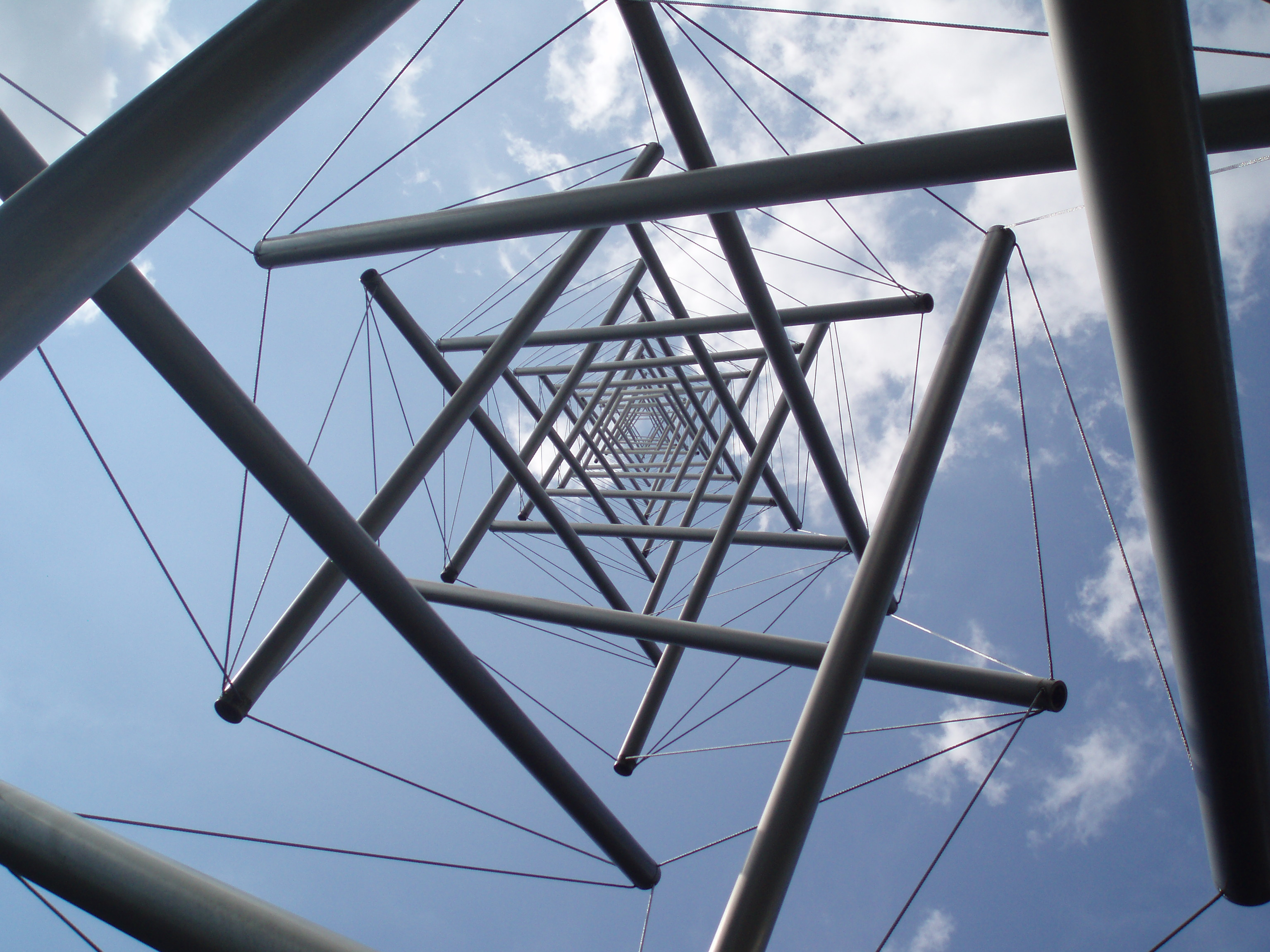
Needle Tower (Kenneth Snelson)

Em mecânica e em biomecânica, tensegridade ou integridade tensional é uma propriedade presente em objectos cujos componentes usam a tracção e a compressão de forma combinada, de forma a proporcionar-lhes estabilidade e resistência.
Os animais, bem como outras estruturas biológicas, devem muito da sua resistência à tracção e compressão das partes que  os constituem. Músculos e ossos trabalham simultaneamente com  o intuito de se fortalecer mutuamente. Este género de resistência, que se reconhece agora a nível das células, aparece igualmente como uma nova forma de explicação das estruturas biológicas.

## Princípios da tensegridade
Tensegridade é a designação dada ao padrão que pode resultar de uma relação de mútuo incremento  entre forças contrárias (tração e compressão). Enquanto que a tração (puxar) é contínua, a compressão (empurrar) é descontínua. Em um sistema de tensegridade deste género, a tração  e a compressão equilibram-se num círculo vectorial fechado onde os vários elementos do sistema se solidarizam com o fim de aumentar a estabilidade estrutural, mantendo-a.
Buckminster Fuller  demonstrou que estes fenômenos fundamentais não eram opostos, mas complementares, aparecendo sempre associados. Fez também ver que o ato de empurrar (compressão) é divergente enquanto que o ato de puxar (tração) é convergente. A tensegridade resulta, como em outros pares presentes nas leis da física, da união entre contrários: tal como acontece com a repulsa e a atração em vários sistemas físicos.
|  |

Ilustração: Imagine que empurra uma bola de ping pong sobre uma mesa de tampo liso com a ponta de um lápis afiado. A bola fugirá sempre ao lápis, rolando as vezes numa direção e as vezes em outra. O ato de empurrar (compressão) é divergente. Se imaginar que a bola está presa a um fio e que a puxa para si, ainda que de início a bola oscile devido a outras forças que agem sobre ela, à medida que o fio vai encurtando, a bola oscilará menos e terá cada vez mais tendência em ir na sua direção. O ato de puxar (tração) é convergente.
Outro exemplo retirado do nosso cotidiano: quando puxamos um atrelado com um carro. Quando se sobe, puxamos, contrariando a gravidade. O atrelado converge para o ponto onde está preso ao carro. Se o atrelado começar a balançar (movimento divergente), recomenda-se que se acelere, de forma a aumentar a tração (e, consequentemente, o movimento convergente em direção ao carro).
Ao conduzir em uma descida, no entanto, o atrelado pode começar a empurrar, o que levará à entrada em cena de forças laterais divergentes (experimente a comprimir os punhos fechados um contra o outro), o que fará o atrelado balançar.  Quando isto começa a acontecer, os peritos recomendam que se acelere ligeiramente, de modo a restabelecer  a força de tração, que, ao ser convergente, endireitará de novo o atrelado em relação ao carro.

## Explicação da Teoria da Tensegridade

### No organismo dos animais vertebrados
Ao descrevermos o funcionamento do corpo dos vertebrados (e, consequentemente, do ser humano), podemos facilmente distinguir duas tensegridades. Uma é a que resulta da interacção músculo / osso, onde o músculo actua em tracção contínua, enquanto os ossos agem através da compressão (descontínua). É a base de toda a mobilidade física destes animais.
O sistema nervoso central pode também ser interpretado, estabelecendo uma analogia com a tensegridade, onde neurónios motores e neurónios sensitivos se complementam mutuamente.

### O balão
Um exemplo ainda mais comum de tensegridade ocorre nos vulgares balões com que as crianças brincam. Examinando-o como sistema, as paredes de borracha do balão agem em tracção contínua sobre o ar no interior, enquanto que moléculas individuais de ar, no interior do balão, comprimem as suas paredes, mantendo-o na sua forma. Todas as forças externas que embatem contra a superfície externa são imediata e continuamente distribuídas sobre o sistema, o que explica a resistência do balão apesar de ser constituído por material tão fino. Da mesma forma, ainda que mais instável devido à maior delicadeza do seu material, funcionam as bolas de sabão.

### O Simplex
O Simplex (também conhecido como Triplex) pode ser obtido através da determinação de forma de um prisma triangular reto. Seu estado de autoequilíbrio é alcançado quando os triângulos da base estão em planos paralelos separados por um ângulo de torção de π/6. A fórmula para seu estado único de autotensão é a seguinte:
{\displaystyle \omega =\omega _{1}[-{\sqrt {(}}3),-{\sqrt {(}}3),-{\sqrt {(}}3),{\sqrt {(}}3),{\sqrt {(}}3),{\sqrt {(}}3),1,1,1,1,1,1]^{T}}
Aqui, os primeiros três valores negativos correspondem aos componentes internos em compressão, enquanto os demais correspondem aos cabos em tensão.

## Na Arquitectura
A tensegridade foi primeiramente explorada pelo escultor Kenneth Snelson, enquanto aluno de Buckminster Fuller, especialmente na sua “Needle Tower” (1968), de 18 metros de altura. Fuller desenvolveu o conceito, a partir da ideia de integridade tênsil. As suas cúpulas geodésicas são, elas mesmas, sistemas de tensegridade.
Diz Buckminster Fuller: “Os grandes sistemas estruturais do Universo são formados por ilhas de compressão inseridas num todo contínuo de tensão. Tensegridade deriva de  “ estruturação de integridades tênseis”. Todas as cúpulas geodésicas são estruturas de tensegridade, tanto fazendo que as ilhas diferenciadas de compressão, isoladas do todo tensional, sejam visíveis ou não. As esferas geodésicas de tensegridade fazem o que fazem porque têm as propriedades das estruturas hidráulicas ou pneumáticas insufladas.”
Quanto maior for uma tensegridade, mais forte será ela. A cúpula geodésica na Disney World (Florida) é um bom exemplo. Teoricamente, não há limites para o tamanho de uma tensegridade. Cidades podem ser cobertas por cúpulas geodésicas;  até planetas poderiam ser envolvidos por esferas geodésicas.
O físico Donald Ingber (Harvard), explica: Os membros de suporte de tensão nestas estruturas – sejam nas cúpulas de Fuller ou as esculturas de Snelson – traçam os caminhos mais curtos entre membros adjacentes (logo, por definição, estão dispostos geodesicamente). As forças tênseis transmitem-se naturalmente através do trajecto mais curto entre dois pontos, por isso, os membros de uma estrutura de tensegridade estão situados precisamente onde sustêm mais eficazmente a pressão